# Pablo Antón Marín Estrada
Pablo Antón Marín Estrada (* 1966 in Sama, Langreo) ist ein spanischer Autor, Lyriker und Übersetzer. Er schreibt in asturleonesischer Sprache.
Er studierte Philologie, setzt sich aktiv für die asturische Sprache und gründete die Verbindung El sombreru de Virxilio. Er wohnt in Gijón.

## Werke
- Blues del llaberintu (1989)
- Les hores (1990)
- Xente d'esti mundu y del otru (1992)
- Esa lluz que nadie nun mata (1995)
- Agua que pasa (1995)
- Un tiempu meyor (1996)
- La ciudá encarnada (1997)
- Nubes negres (1998)
- Otra edá (2000)
- Los baños del Tévere (2003)
- Animal estrañu(2010)
- Despidida 2011 (2011)

## Ehrungen/Preis
- Abril de narrativa para jóvenes (2000)